# Ernst Klapp (Agrarwissenschaftler)
Ernst Ludwig Klapp (* 18. März 1894 in Mainz; † 27. September 1975 in Ottobeuren) war ein deutscher Agrarwissenschaftler. Er gehört zu den profiliertesten Hochschullehrern auf dem Gebiet des Acker- und Pflanzenbaus und gilt als der Begründer einer eigenständigen Grünlandwissenschaft.

## Stationen seines Lebensweges

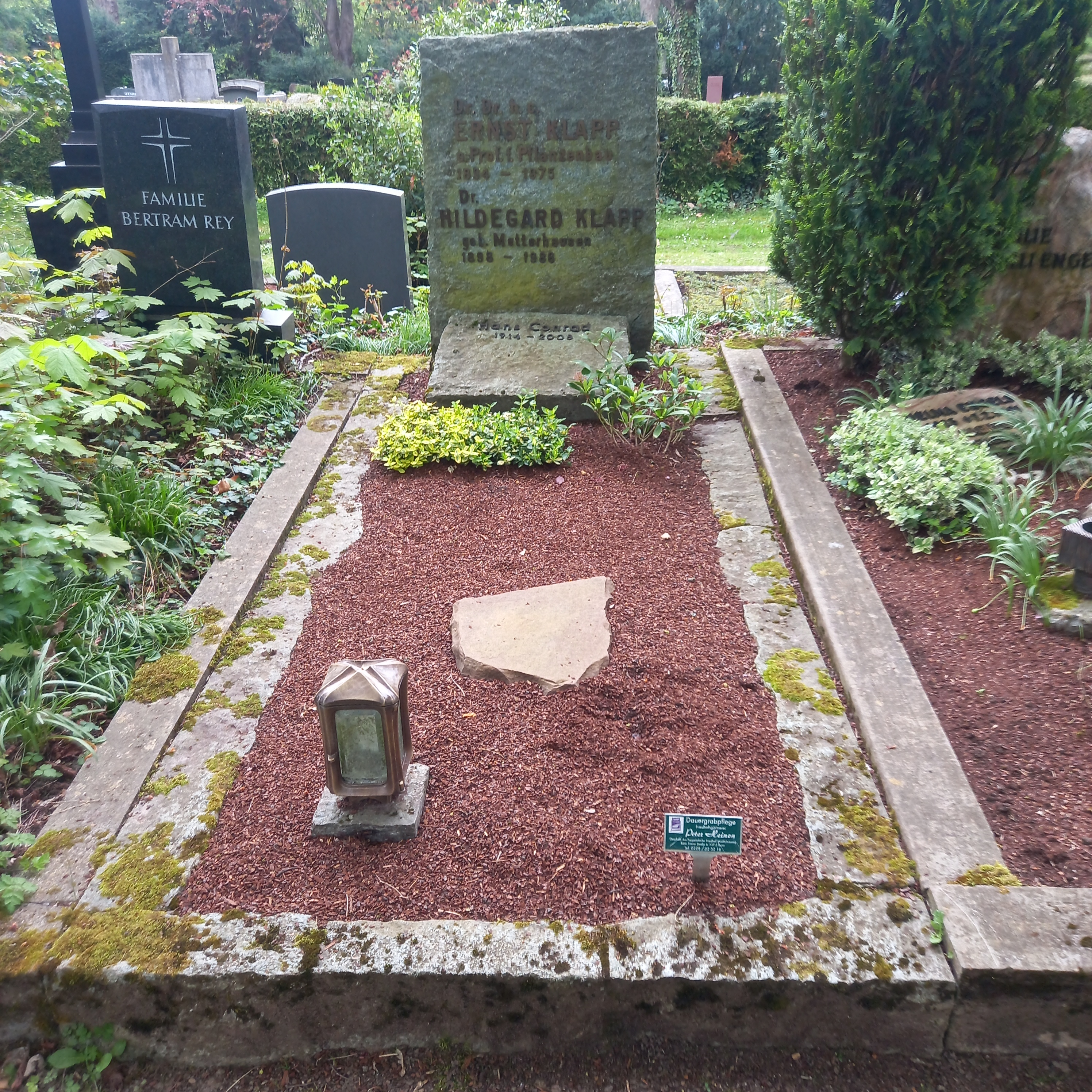
Das Grab von Ernst Klapp und seiner Ehefrau Hildegard geborene Metterhausen auf dem Poppelsdorfer Friedhof in Bonn

Klapp, Sohn eines Offiziers, begann 1913 eine landwirtschaftliche Lehre, wurde 1914 zum Militärdienst eingezogen und kehrte erst 1920 aus französischer Kriegsgefangenschaft nach Deutschland zurück. Er studierte Landwirtschaft, zunächst an der Universität Göttingen, dann an der Technischen Hochschule München, wo er 1923 bei Ludwig Kießling mit einer Dissertation über die Pflanzenbestände oberbayerischer Wiesen promovierte. Es folgte eine zweijährige Tätigkeit bei der Deutschen Saatbau-Gesellschaft in Berlin. 1925 erhielt er eine Anstellung als Referent bei der Ackerbau-Abteilung der Deutschen Landwirtschafts-Gesellschaft in Berlin. In dieser Funktion betreute er Feldversuche und erarbeitete eine neue Systematik der deutschen Kartoffelsorten.
1926 habilitierte sich Klapp an der Landwirtschaftlichen Hochschule Berlin mit einer Arbeit über das Verhalten von Wiesenpflanzen gegenüber Düngungsmaßnahmen und wurde Privatdozent. 1927 folgte er einem Ruf an die Universität Jena und übernahm dort als Nachfolger von Wilhelm Edler den Lehrstuhl für Acker- und Pflanzenbau. Nach der „Machtergreifung“ der Nationalsozialisten trat Klapp zum 1. Mai 1933 der NSDAP bei (Mitgliedsnummer 2.765.485). 1934 trat er auch der SS bei und wechselte als ordentlicher Professor für Acker- und Pflanzenbau an die Landwirtschaftliche Hochschule Hohenheim.
1936 wurde Klapp Nachfolger von Theodor Remy an der Landwirtschaftlichen Fakultät der Universität Bonn. Als Direktor des Instituts für Boden- und Pflanzenbaulehre (seit 1958: Institut für Pflanzenbau) wirkte er hier bis zu seiner Emeritierung im Jahre 1964. Nach dem Ende des Zweiten Weltkriegs wurde er wegen seiner Verstrickung in den Nationalsozialismus zunächst amtsenthoben und kehrte erst 1948 auf den Lehrstuhl zurück. Während der Zeit seiner Lehrtätigkeit war er zugleich Leiter der zur Fakultät gehörenden Versuchsgüter Dikopshof und Rengen und der Versuchswirtschaft für Obst- und Gemüsebau Marhof. In Bonn hat er über 600 Diplomarbeiten und mehr als 100 Dissertationen betreut.

## Grünland-Forschung
Das Hauptinteressensgebiet von Klapp war an allen Stationen seines Wirkens das Grünland. Während seiner Lehrtätigkeit an der Universität Jena hat er die Wiesen und Weiden in Thüringen intensiv erforscht und sich auch mit Fragen des Futterbaus beschäftigt. Diese ersten, überwiegend an den Bedürfnissen der landwirtschaftlichen Praxis orientierten Untersuchungen, fanden ihren Niederschlag in zahlreichen Publikationen, u. a. in der 1934 erschienenen Schrift Das Dauergrünland. Wegweiser zur erfolgreichen Bewirtschaftung von Wiesen und Weiden.
Frühzeitig hat Klapp die Methoden der Pflanzensoziologie in der Grünland-Forschung angewendet und dabei gleichzeitig die ökologischen Grundlagen der unterschiedlichen Pflanzenbestände untersucht. Über die langjährigen Erfahrungen seiner Untersuchungsmethodik berichtete er erstmals zusammenfassend in dem 1949 erschienenen Buch Landwirtschaftliche Anwendungen der Pflanzensoziologie. Unter seiner wegweisenden Führung entwickelte sich nach dem Zweiten Weltkrieg die Grünlandlehre in Deutschland zu einer eigenständigen wissenschaftlichen Disziplin. Vor allem in den 1950er-Jahren wurden an den meisten landwirtschaftlichen Fakultäten fachspezifische Grünland-Lehrstühle eingerichtet und Institute mit entsprechenden Forschungsmöglichkeiten gegründet.
Klapps bedeutendste Veröffentlichung auf dem Gebiet der Grünlandlehre ist sein Lehr- und Handbuch Wiesen und Weiden, das 1938 in erster und 1971 in vierter Auflage erschienen ist. Das Buch, von dem auch fremdsprachige Ausgaben vorliegen, gehört zu den „Klassikern“ der wissenschaftlichen Landbau-Literatur. Außerordentliche Verdienste erwarb sich Klapp als Autor mehrerer Bestimmungsbüchern für Gräser und Grünlandkräuter, mit deren Hilfe diese Pflanzen auch im nichtblühenden Zustand erkannt und bestimmt werden können. Weiteste Verbreitung fand sein 1937 erstmals erschienenes Taschenbuch der Gräser, dessen 13. überarbeitete Auflage Wilhelm Opitz von Boberfeld 2006 herausgegeben hat.

## Pflanzenbau-Forschung
Auf dem Gebiet des Pflanzenbaus beschäftigte sich Klapp besonders mit der Kartoffelpflanze. Neben seinen frühen Berliner Studien zur Systematik der Kartoffelsorten ist von seinen weiteren Arbeiten über diese Kulturpflanze die Schrift Kartoffelbau aus dem Jahre 1944 hervorzuheben. In Bonn galt sein Interesse auch aktuellen Problemen des Zuckerrübenanbaus. Klapp war einer der ersten, der die großen Möglichkeiten erkannte, die Erkenntnisse der modernen Bodentypenlehre für eine sachgerechte pflanzenbauliche Versuchstätigkeit anzuwenden. Nachhaltig hat er bodenphysikalisch ausgerichtete Forschungsarbeiten auf seinen Versuchsflächen gefördert. Bei den Feldversuchen legte er größten Wert darauf, dass während entscheidender Versuchsabschnitte gründliche Beobachtungen durchgeführt wurden. Was hierbei nicht einigermaßen klar zu sehen war, konnte nach seinen Erfahrungen auch mit noch so komplizierten Rechenverfahren nicht zu gesicherten Ergebnissen gebracht werden.
Das gesamte Wissen des landwirtschaftlichen Pflanzenbaus hat Klapp in prägnanter Kürze in seinem Lehrbuch des Acker- und Pflanzenbaues zusammengefasst. Für mehrere Studentengenerationen war der „Klapp“ (1. Aufl. 1940, 6. Aufl. 1967) das maßgebende pflanzenbauliche Lehrbuch im agrarwissenschaftlichen Universitätsstudium. Allein mit diesem Werk hat sich Klapp in der deutschen Pflanzenbauwissenschaft ein bleibendes Denkmal gesetzt.
Auf einer Tagung der Deutschen Gesellschaft der Landbauwissenschaften 1951 in Göttingen hielt Klapp einen Vortrag über Ziele und Aufgaben pflanzenbaulicher Lehre und Forschung. Das Manuskript dieses Vortrages wurde erst vierzig Jahre später wiederentdeckt und 1994 als Broschüre unter dem Titel Zur Problematik des Acker- und Pflanzenbaues veröffentlicht. In dem auch heute noch aktuellen Beitrag behandelt Klapp grundlegende Aspekte zum Disziplinverständnis der Pflanzenbauwissenschaft. Er fordert hier u. a., dass pflanzenbauliche Forschung vor allem wissenschaftliches Neuland betreten müsse, auch wenn unvermeidliche Irrwege damit verbunden sein könnten.

## Andere Tätigkeitsfelder
Von 1924 bis 1945 war Klapp Schriftleiter und federführender Herausgeber der Zeitschrift „Pflanzenbau“. Außerdem gehörte er von 1949 bis 1964 zu den Mitherausgebern der „Zeitschrift für Acker- und Pflanzenbau“. Von der im Stuttgarter Verlag Eugen Ulmer erschienenen Reihe „Schriften über neuzeitlichen Landbau“ hat er zwischen 1934 und 1949 insgesamt zwölf Hefte herausgegeben. Schließlich war er Mitherausgeber von „Pareys Landwirtschaftslexikon“, das 1956/57 als zweibändiges Werk erschienen ist. Von 1950 bis 1962 war Klapp Vorsitzender der „Arbeitsgemeinschaft Grünland und Futterbau“ und von 1956 bis 1960 Vorsitzender der „Gesellschaft für Pflanzenbauwissenschaften“.

## Ehrungen und Auszeichnungen
Die Landwirtschaftliche Fakultät der Universität Kiel verlieh  Klapp 1956 den Justus-von-Liebig-Preis. Die Landwirtschaftliche Fakultät der Universität Göttingen ernannte ihn 1958 zum Ehrendoktor. 1962 wurde er Mitglied der Deutschen Akademie der Naturforscher Leopoldina zu Halle/Saale. 1964, zu seinem 70. Geburtstag, wurde er zum Ehrenmitglied der Gesellschaft für Pflanzenbauwissenschaften ernannt, mit dem Großen Verdienstkreuz des Verdienstordens der Bundesrepublik Deutschland ausgezeichnet und mit einer Festschrift (Beiträge zu Fragen des Pflanzenbaus) geehrt. Seit 2005 verleiht die Gesellschaft für Pflanzenbauwissenschaften anlässlich ihrer Jahrestagungen einen Ernst-Klapp-Zukunftspreis.

## Werke
- Beiträge zur Kenntnis einiger oberbayerischer Wiesenpflanzenbestände und der für ihre Zusammensetzung maßgebenden Faktoren. Diss. Techn. Hochsch. München 1923. Auszug in: Landwirtschaftliches Jahrbuch für Bayern Jg. 12, 1922, S. 398–441.
- Studien über die Beteiligung unserer Wiesenpflanzen an der Bildung des Pflanzenbestandes und ihr Verhalten gegen Düngung. Habil.-Schr. Landw. Hochsch. Berlin 1926. Zugl. in: Landwirtschaftliche Jahrbücher Bd. 66, 1927, S. 55–123.
- Studien über deutsche Kartoffelsorten. Verlagsbuchhandlung Paul Parey Berlin 1928 = Mitteilungen aus der Biologischen Reichsanstalt für Land- und Forstwirtschaft H. 35.
- Das Dauergrünland. Wegweiser zur erfolgreichen Bewirtschaftung von Wiesen und Weiden. Verlag Eugen Ulmer Stuttgart 1934 = Schriften über neuzeitlichen Landbau H. 1/2.
- Standorte, Pflanzengesellschaften und Leistungen des Grünlandes. Am Beispiel thüringischer Wiesen bearbeitet (mit Adolf Stählin), Verlag Eugen Ulmer Stuttgart 1936.
- Taschenbuch der Gräser. Erkennung und Bestimmung, Standort und Vergesellschaftung, Bewertung und Verwendung. Verlag Paul Parey Berlin 1937; 13. überarbeitete Auflage von Wilhelm Opitz von Boberfeld. Verlag Eugen Ulmer Stuttgart 2006.
- Wiesen und Weiden. Anlage, Pflege und Nutzung von Grünlandflächen. Verlag Paul Parey Berlin 1938; 2. Aufl. 1954; 3. Aufl. 1956; 4. neubearb. Aufl. mit Beiträgen mehrerer Fachkollegen unter dem Titel Wiesen und Weiden. Eine Grünlandlehre, 1971.
- Lehrbuch des Acker- und Pflanzenbaues. Verlag Paul Parey Berlin 1941; 2. Aufl. 1944; 3. Aufl. 1951; 4. Aufl. 1954; 5. Aufl. 1958; 6. Aufl. 1967.
- Der Futterbau. Ein Wegweiser für die Praxis. Verlag Paul Parey Berlin 1943, 2. Aufl. 1945; weitere Auflagen unter dem Titel Futterbau und Grünlandnutzung. Ein Wegweiser für die Praxis, 6. neubearb. Aufl. 1957.
- Kartoffelbau. Wesen und praktischer Anbau der Kartoffel einschließlich des Treibkartoffel- und Pflanzgutbaues. Verlag Eugen Ulmer Stuttgart 1944 = Schriften über neuzeitlichen Landbau H. 10; 2. Aufl. 1945; 3. Aufl. 1950.
- Landwirtschaftliche Anwendungen der Pflanzensoziologie. Verlag Eugen Ulmer Stuttgart 1949.
- Grünlandkräuter. Bestimmen im blütenlosen Zustand, Verbreitung und Wert. Verlag Paul Parey, Berlin und Hamburg 1958; weitere Auflagen unter dem Titel Kräuterbestimmungsschlüssel für die häufigsten Grünland- und Rasenkräuter. Zur Ansprache im blütenlosen Zustand, bearbeitet von Wilhelm Opitz von Boberfeld, 2. Aufl. 1988; 3. Aufl. 1995; 4. Aufl. Verlag Eugen Ulmer 2004.
- Gräserbestimmungsschlüssel. Bestimmung im blühenden und blütenlosen Zustand, Verbreitung und Wert. Verlag Paul Parey, Berlin und Hamburg 1963; 2. Aufl. bearbeitet von Peter Boeker 1978; weitere Auflagen bearbeitet von Wilhelm Opitz von Boberfeld: 3. Aufl. 1988, 4. Aufl. 1995; 5. Aufl. unter dem Titel Gräserbestimmungsschlüssel für die häufigsten Grünland- und Rasengräser, Verlag Eugen Ulmer, Stuttgart 2004.
- Grünlandvegetation und Standort nach Beispielen aus West-, Mittel- und Süddeutschland. Verlag Paul Parey, Berlin und Hamburg 1965.
- Zur Problematik des Acker- und Pflanzenbaues (Vortrag aus dem Jahre 1951). Verlag Adelheid Böhm, Göttingen 1994.